# 日清製粉ウェルナ
株式会社日清製粉ウェルナ（にっしんせいふんウェルナ）は、常温および冷凍のパスタ、パスタソースやプレミックス粉の製造・販売を行う、日清製粉グループの企業。旧社名は日清フーズ株式会社。
2022年1月に社名を「日清製粉ウェルナ」に変更。「Welna（ウェルナ）」は日清製粉グループが2014年から海外向けに展開しているブランド名で、「Wellness by nutrition from nature（自然の恵みで、世界の人々に健康をお届けする）」に由来する。

## 本社所在地
東京都千代田区神田錦町一丁目25番地（日清製粉グループ本社内）

## 沿革
沿革。
源流は1900年に創業された「館林製粉」と1907年に設立された「日清製粉」（初代）であり、1908年に双方が合併した、現在の日清製粉グループ本社である「日清製粉」（2代目）になる。
- 1955年:家庭用小麦粉「フラワー」、スパゲティーシリーズ「マ・マー」発売
- 1962年:日清フーズ（初代）が、日清製粉の小麦粉を原料とする家庭用製品の製造・販売のために設立される。
- 1970年:家庭用和風乾麺シリーズ「ナンバーワン」発売
- 1974年:「日清唐揚げ粉」発売
- 1982年:「天ぷら粉」「お好み焼き粉」の製造のためのミックス工場を館林工場に新設
- 1983年:イタリアの「ディ・チェコ」ブランドのパスタの輸入・総販売元となる
- 1985年:「日清のお好み焼き粉」発売
- 1986年:「マ・マー」パスタシリーズの製品を日本人の消費志向にあった粘弾性のある触感を得ることを目的に、デュラムセモリナ100%使用のものに切り替えるとともに、独自の技術でゆで時間を5分でできる「プロント」を発売した。
- 1988年:海外現地法人第1号「タイ日清製粉」を設立し、パスタソース工場をタイ王国に設置。
- 1991年:タイ王国に業務用のプレミックス商品の製造・販売を行う「タイ日清DCA（現・タイ日清テクノミック）」を設立
- 1993年:家庭用冷凍食品の発売を開始し、そのシリーズ第1弾として「冷凍スパゲティ」「冷凍ソース」「冷凍たこ焼き」を発売。
- 1994年:「日清コツのいらない天ぷら粉 揚げ上手」発売
- 1995年:「青の洞窟」（パスタシリーズ）、「マ・マー お弁当用スパゲティ ナポリタン」を発売。
- 1996年:アメリカ合衆国現地法人「メダリオンフーズ」設立
- 1999年:「マ・マーソテースパゲティ ナポリタン」（冷凍パスタ）発売
- 2001年:日清製粉株式会社の持ち株会社移行（現在の日清製粉グループ本社）に伴い、改めて日清フーズ株式会社（2代目）設立される。
- 2005年:中華人民共和国現地法人「新日清製粉食品（青島）有限公司」が設立され、2007年、業務用プレミックス商品の製造を本格開始する
- 2011年:ゆで時間の短縮と食感の両立を図った「マ・マー スーパープロント 早ゆでスパゲティ」を発売（2013年・「マ・マー早ゆでスパゲティ」に改名）
- 2012年:日本国内での業務用プレミックス商品の製造・販売を行うための「日清製粉プレミックス」が設立される。
- 2013年:インドネシア現地法人「インドネシア日清テクノミック」が本格的に事業開始し、東南アジアにおけるプレミックスの販路拡大を目指す。また同年、ベトナム現地法人「ベトナム日清製粉」が設立され、パスタソースなどのレトルト食品をはじめとする調理済み加工商品の製造・販売を行う
- 2014年:トルコ現地法人「トルコ日清製粉」設立。パスタの製造を行う
- 2015年:コンパクトタイプのボトル小麦粉「日清クッキングボトルシリーズ」を「日清クッキングフラワー」から順次発売開始。またパスタ製造子会社・マ・マーマカロニが神戸冷凍食品工場を稼働させ、冷凍パスタの供給体制の強化を図る
- 2016年:ベトナムに業務用プレミックスの製造を行う「ベトナム日清テクノミック」を設立
- 2019年:機能性表示食品シリーズ「からだに、おいしいこと。」発売
- 2020年:「マ・マー早ゆでスパゲティ」を「マ・マー早ゆでスパゲティ FineFast」としてリニューアル
- 2022年:商号を「株式会社日清製粉ウェルナ」に変更。コーポレートロゴ「日清製粉Welna」採用。旧社設立（創業）から60周年目に当たる2022年度を次のステージの成長へ向けて、国内外・社内外への新たなブランド戦略によるグローバル展開を目指す企業として、これまで国外向けに日清製粉グループが展開してきたブランド「Welna」を日本向けにも使用することにした。

## 商品（家庭用）
- マ・マー
- マ・マー Palette
- 青の洞窟
- ディ・チェコ
- 熟成極み（うどん）
- ナンバーワン（そうめん・ひやむぎ・うどん・そば）
- フラワー（薄力粉）
- 雪（中力粉）
- カメリヤ（強力粉）
- バイオレット（特選小麦粉）
- 日清お菓子百科
- 天ぷら粉（コツのいらない天ぷら粉 揚げ上手ほか多数）
- から揚げ粉
- お好み焼粉
- たこ焼粉
- 小麦ブラン - [7]

### CM
- 北山宏光「palette」（2020年）
- 多部未華子（2022年 - 、企業イメージソングも担当）
- 大谷翔平（2025年 - ）